# 费氏弓背蚁
费氏弓背蚁（学名：Camponotus fedtschenkoi）又称黑金弓背蚁、红金弓背蚁和黑斑弓背蚁，是弓背蚁属的一种。

## 描述

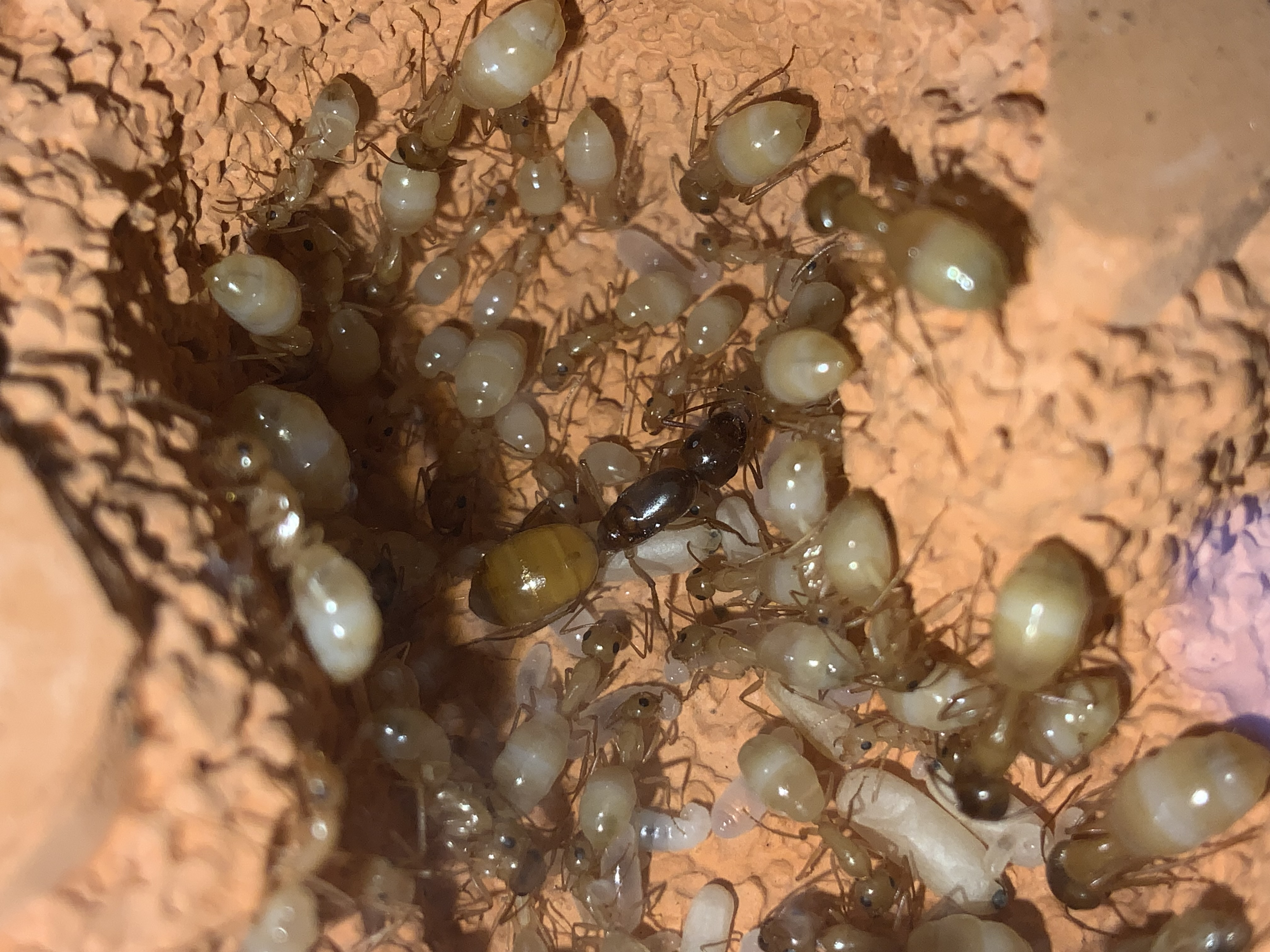
人工养殖群落

蚁后体长 12mm；工蚁体长 6mm-12mm；雄蚁 7.5mm左右。 蚁后头部和胸部为黑色至红色。小型工蚁通体金黄色至淡黄色。大型工蚁头部为黑色至咖啡色，胸部为咖啡色。部分蚁后的腹部会有大面积黑斑。
该物种曾被人们和中亚弓背蚁搞混。但其实它们并不是同一个物种，最大的区别就在于颜色。

## 栖息
该物种主要分布在中亚地区。它们是土栖蚂蚁，它们会在石头或者干泥土下筑巢，并且喜欢干旱环境，无论是湿度还是温度。
1. ↑  . www.antwiki.org.   [2024-07-07]. （原始内容存档于2022-08-16） （英语）.
2. ↑  . www.antwiki.org.   [2024-07-07]. （原始内容存档于2022-08-16） （英语）.
3. ↑  . www.ants-china.com.   [2024-07-07]. （原始内容存档于2024-07-07）.
4. ↑  . www.antweb.org.   [2024-07-07] （英语）.